# Arc de Constantin
L’arc de Constantin est un arc de triomphe à Rome, situé entre le Colisée et le Palatin. Il se trouve de nos jours dans le rione du Celio, l'ancienne route des triomphes.
Il fut construit par le Sénat romain pour commémorer à la fois la victoire de Constantin au pont Milvius contre Maxence le 28 octobre 312 ainsi que ses 10 années de pouvoir. Il fut placé près du Colisée et de la Meta sudans, Constantin voulant associer son règne à celui de la dynastie flavienne qui avait érigé ces monuments.
Inauguré le 25 juillet 315 (date correspondant aux decennalia du règne de l'empereur), c'est le dernier de la série des arcs de triomphe à Rome, dans laquelle il se distingue par son utilisation systématique de réemplois (spolia) de monuments antérieurs.

## Présentation globale de l'arc
L'arc mesure 21,10 m de haut, 25,7 m de large et 7,4 m de profondeur. Il possède trois baies : la baie centrale est la plus grande, avec 11,5 m de haut pour 6,5 m de large, tandis que les passages latéraux mesurent 7,4 m de haut pour 4,4 m de large. La partie inférieure du monument est construite de blocs de marbre, tandis que la partie supérieure, l'attique, est en maçonnerie de briques revêtue d'un placage de marbre pavonazzetto. Un escalier est aménagé dans l'épaisseur de l'arc ; on y accède par une porte située en hauteur sur le côté regardant le Palatin.
La conception générale du monument, avec une partie centrale structurée par quatre colonnes libres (et non engagées comme sur beaucoup d'arcs) et un attique comportant au centre une inscription monumentale, est inspirée du modèle de l'arc de Septime Sévère sur le Forum Romain. Certains auteurs ont suggéré que la partie inférieure de l'édifice remontait en fait à un monument antérieur, probablement de l'époque d'Hadrien plutôt qu'à la construction du IVe siècle.
L'arc chevauche la Via Triumphalis, la route prise par les empereurs lorsqu'ils entrent dans la cité pour célébrer leur triomphe. L'itinéraire de cette route commence au Champ de Mars, conduit au Circus Maximus et fait le tour du Palatin. Immédiatement après avoir franchi l'arc de Constantin, la procession triomphale tourne vers la gauche et suit la Via Sacra jusqu'au Forum Romain, puis au Capitole, en franchissant à la fois l'arc de Titus et l'arc de Septime Sévère.
Au Moyen Âge, l'arc de Constantin est incorporé dans une des forteresses familiales de Rome. Des travaux de restauration sont entrepris pour la première fois dans les années 1990.

## Décor

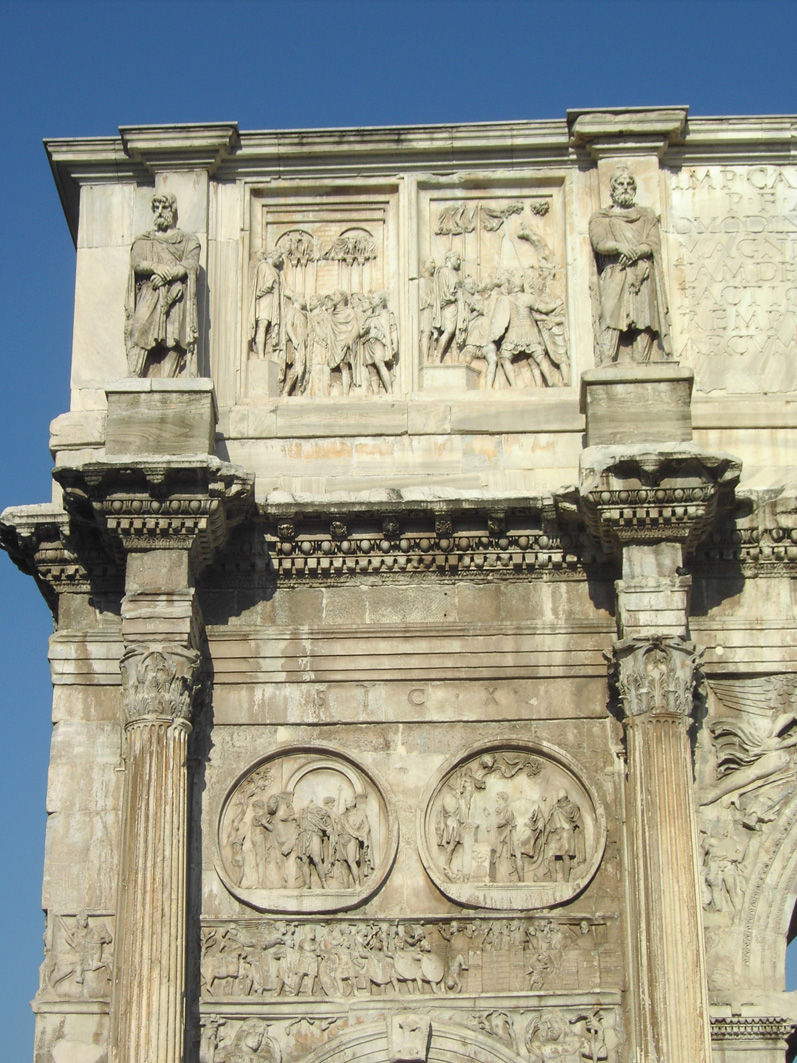
Détail (face sud, partie gauche)

Malgré les restaurations modernes et récentes, le décor de l'arc diffère beaucoup de son état initial : ont disparu le groupe statuaire qui le couronnait (représentant peut-être Constantin sur un quadrige) et la majeure partie des placages de pierre colorée revêtant la façade, dont il ne reste que des fragments de porphyre sur la face nord. Le principal élément de décor sculpté détruit est la frise qui devait courir tout autour du monument, symétriquement à la frise constantinienne, au sommet de la partie médiane, juste au-dessous de la corniche de l'attique. On suppose que cette frise comportait elle aussi un cycle narratif sur la conquête du pouvoir par Constantin.
Le décor de l'arc remploie massivement des fragments de monuments plus anciens, qui prennent une nouvelle signification dans le contexte constantinien. Sur ce monument commémoratif de la victoire de Constantin, la nouvelle frise historiée représentant sa campagne d'Italie constitue le motif significatif le plus important : elle célèbre l'empereur, à la fois dans ses fonctions militaires et civiles.

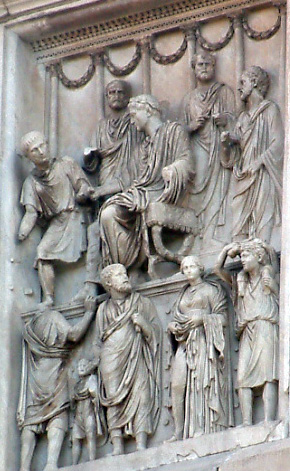
Panneau sculpté de l'époque de Marc Aurèle.

D'autres motifs iconographiques renforcent ce programme : les éléments de décor (bas-relief, statues) pris sur les monuments de l'Âge d'Or impérial, sous Trajan, Hadrien et Marc Aurèle, et remployés sur l'arc, situent Constantin dans la lignée de ces empereurs modèles. Ils évoquent l'image du dirigeant pieux et victorieux.
L'utilisation de ces remplois est également expliquée par la rapidité de construction de l'arc, commencée à la fin de 313 au plus tôt, et achevée pour l'inauguration à l'été 315 : c'est faute du temps nécessaire pour sculpter de nouveaux reliefs que les architectes auraient réutilisé des pièces existantes. On invoque aussi parfois l'incapacité technique des ateliers romains de sculpture du IVe siècle de produire des œuvres d'une qualité comparable à celles du IIe siècle : le pillage des monuments antérieurs constituerait l'aveu implicite de cette infériorité artistique en même temps que la reconnaissance admirative des œuvres de l'époque précédente. Cette interprétation n'est toutefois plus guère retenue, en raison de la réévaluation de l'esthétique qui domine l'art de l'Antiquité tardive : on admet généralement aussi, ce qui est démontré par certaines œuvres, notamment dans les arts mineurs (comme la sculpture sur ivoire) que les artisans de cette époque avaient les moyens techniques d'approcher, sinon d'égaler le classicisme de leurs prédécesseurs. Un argument important en faveur de cette réévaluation est la qualité des portraits de Constantin et de Constance Chlore ou Licinius retaillés à partir des portraits d'empereurs du IIe siècle, aussi bien sur les tondi de l'époque d'Hadrien que sur les grands panneaux du règne de Trajan ou de celui de Marc-Aurèle.
Ces différentes explications ne sont pas exclusives l'une de l'autre et peuvent chacune contribuer à rendre compte des remplois dans ce monument. Cette pratique n'est par ailleurs en rien exceptionnelle à l'époque, puisque de nombreux monuments élevés sous le règne de Constantin font aussi largement appel à des remplois : c'est le cas par exemple de la première basilique Saint-Pierre de Rome ou encore de nombreux monuments de la nouvelle capitale impériale, Constantinople.

### Reliefs de l'attique

Schéma de l'arc précisant la datation des différentes sculptures.

Au-dessus de la baie centrale, l'inscription principale occupe la place principale de l'attique. Elle est identique sur les deux faces. 
De chaque côté de cette inscription, surplombant les deux baies secondaires, se trouve une paire de panneaux de bas-reliefs, donc huit au total. Ils proviennent d'un monument non identifié érigé en honneur de Marc Aurèle, et représentent : sur la face nord, de gauche à droite, l'entrée de l'empereur (thème de l'adventus impérial) dans la ville de Rome après la campagne, l'empereur quittant la ville et salué par une personnification de la Via Flaminia, l'empereur distribuant de l'argent au peuple (la largitio) et l'empereur interrogeant un prisonnier germain ; sur la face sud, de gauche à droite, un chef ennemi prisonnier amené devant l'empereur, d'autres ennemis prisonniers présentés à l'empereur, l'empereur s'adressant aux troupes (adlocutio) et l'empereur sacrifiant un porc, un mouton et un taureau (scène de "suovétorile").
Ces huit panneaux, ainsi que trois autres conservés au musée du Capitole, proviennent d'un monument commémoratif célébrant le triomphe de Marc Aurèle en 176 sur les Sarmates dans la guerre de 169-175. Sur le panneau de la largitio, le portrait du fils de Marc Aurèle, Commode, avait été effacé à la suite de la condamnation de sa mémoire (damnatio memoriae) par le Sénat en 193. Les portraits de Marc Aurèle sur ces différents reliefs sont en réalité des restaurations du XVIIe siècle : dans l'état d'origine de l'arc, ils avaient été retaillés pour représenter Constantin.
Au sommet de chacune des huit colonnes encadrant les baies se trouve une statue de prisonnier dace, probablement prise au forum de Trajan.
De la même époque sont les deux grands panneaux (3 mètres de haut) qui ornent les petits côtés de l'attique et représentent des scènes des guerres de Dacie. Ils proviennent, de même que les deux bas-reliefs situés sur les parois du passage central, d'une grande frise célébrant la victoire sur les Daces. Elle devait se trouver à l'origine sur le forum de Trajan ou dans les casernes de la cavalerie sur le Cælius. Les figures de Trajan sur ces panneaux ont été retravaillées de la même façon que celles d'Hadrien sur les médaillons, pour les adapter au nouvel empereur.

### Partie principale (piles et entablement)
La structure générale de la façade principale est identique sur les deux faces de l'arc. Elle est divisée par quatre colonnes corinthiennes libres, en marbre jaune de Numidie (giallo antico). L'une d'entre elles fut transférée pour être utilisée à la basilique Saint-Jean-de-Latran et remplacée par une colonne de marbre blanc. Les bases des colonnes sont ornées, de face, par des victoires, et sur les côtés par des captifs barbares et des soldats romains.
Les écoinçons de l'arc central sont décorés de reliefs de Victoire portant un trophée, tandis que ceux des arcs secondaires présentent des personnifications de fleuves. Les reliefs des écoinçons, comme ceux des bases des colonnes, datent de l'époque constantinienne.

#### Lestondid'Hadrien

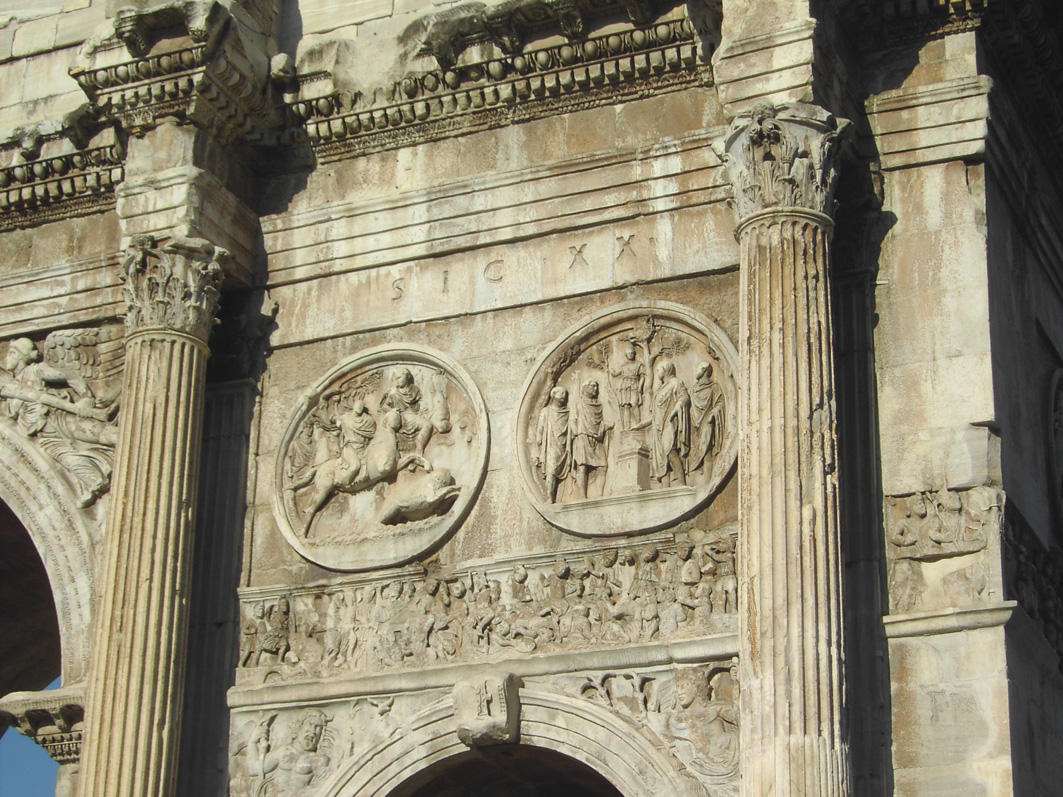
Tondi d'Hadrien, face sud, à droite. Chasse à l'ours et sacrifice à Diane.

Au-dessus de chaque baie latérale se trouvent des paires de reliefs circulaires remontant à l'époque d'Hadrien : le monument d'origine de ces sculptures n'est pas connu, mais on suppose qu'il célébrait la chasse, une des activités favorites de l'empereur : sur les tondi alternent en effet des scènes de chasse et de sacrifice.
Sur la face nord, les médaillons présentent de gauche à droite : une chasse au sanglier ; un sacrifice à Apollon ; une chasse au lion ; un sacrifice à Hercule.
Sur la face sud, de gauche à droite : un départ à la chasse ; un sacrifice à Silvanus ; une chasse à l'ours ; un sacrifice à Diane.
Le portrait d'origine de l'empereur Hadrien a été retravaillé sur tous les médaillons de façon à représenter, du côté nord, Constantin dans les scènes de chasse et Licinius ou Constance Ier, père de Constantin, dans les scènes de sacrifice, et inversement du côté sud.
Les reliefs, qui mesurent environ 2 m de diamètre, étaient encadrés de porphyre, qu'on ne retrouve que du côté nord de l'édifice. Des médaillons comparables, mais d'époque constantinienne, ont été placés sur les petits côtés de l'arc : ils représentent les chariots du Soleil levant (côté est) et de la Lune (côté ouest).

#### La frise constantinienne
Le bas-relief principal contemporain de la construction de l'arc est la frise à motif historique qui se déploie tout autour du monument en dessous des médaillons, à raison d'une bande au-dessus de chaque arc secondaire et sur les petits côtés de l'arc. Elle représente des épisodes de la campagne italienne de Constantin contre Maxence, en raison de laquelle on procéda à la construction du monument.
La frise commence sur le côté ouest avec la scène du départ de Milan, se poursuit du côté sud (qui regarde vers l'extérieur) avec le siège d'une ville, probablement Vérone, qui joua un grand rôle dans la guerre en Italie du nord. C'est sur cette façade aussi que se trouve représentée la bataille du pont de Milvius, avec l'armée victorieuse de Constantin et l'ennemi en train de se noyer dans le Tibre.
Sur le côté est du monument, la frise montre Constantin et son armée entrant à Rome. Il est notable que l'artiste a évité dans ce cas l'utilisation de l'iconographie du triomphe, probablement parce que Constantin ne souhaitait pas apparaître en train de triompher sur Rome. Du côté nord, qui fait face à la ville, deux bandes représentent les actes de l'empereur après la prise de Rome : Constantin s'adresse aux citoyens sur le Forum Romain, et procède à une distribution d'argent.
L'histoire, qui concerne les épisodes de la guerre contre Maxence et la célébration de la victoire de Constantin à Rome, commence sur le petit côté ouest et continue autour de l'arc dans le sens inverse des aiguilles d'une montre pour se terminer à l'angle nord-ouest :

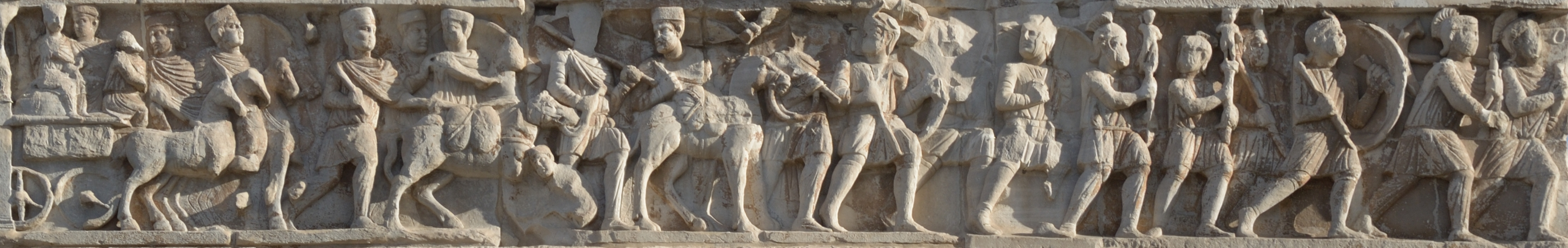
Frise constantinienne : "Profectio"

- Départ de Milan (Profectio), côté ouest, sous le tondo avec Luna-Diane : Constantin, assis sur un char à cathèdre tiré par un quadrige de chevaux, est précédé par des troupes à pied et à cheval, dans lesquelles les légionnaires réguliers et les auxiliaires, avec le casque à cornes et les dromadaires, sont reconnaissables à leur équipement. Le cortège est conduit par les musiciens de conque, suivis de quelques soldats portant des statuettes de Sol Invictus et de Victoria.

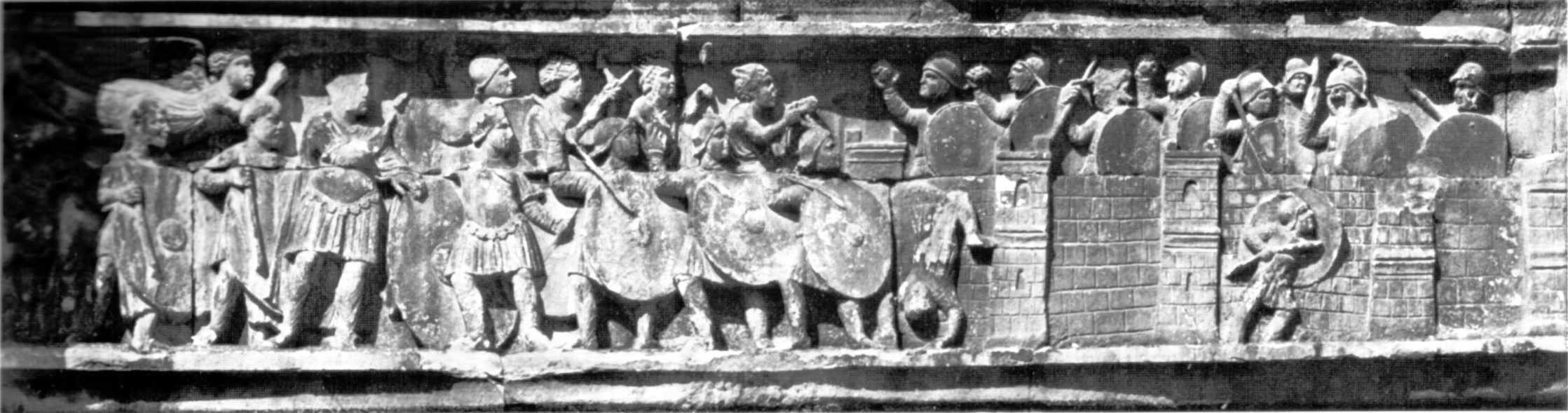
Frise constantinienne : "Obsidio"

- Siège de Vérone (Obsidio), côté sud : Constantin est vu à gauche entre deux protectores divini lateris, tandis qu'une Victoire ailée le couronne. Au centre se trouve le groupe des soldats assiégeants : légionnaires, hommes cornus et archers maures. À gauche se trouvent les murs de la ville (rétrécis), au-delà desquels les assiégés, composés de troupes prétoriennes, font saillie (certains sont prêts à jeter des pierres sur les assaillants). Un soldat de Constantin erre sous les murs vus par les ennemis et un autre soldat tombe la tête la première des fortifications.

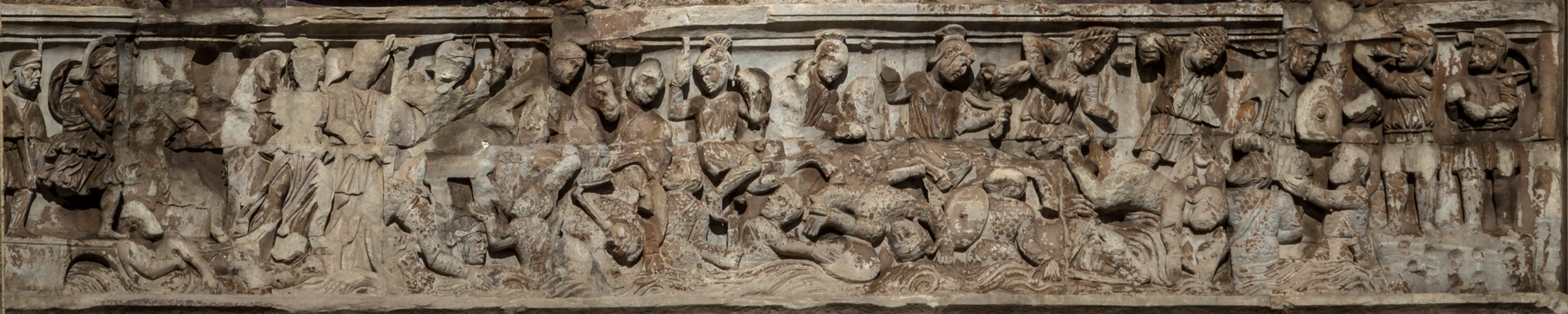
Frise constantinienne : "Proelium"

- Bataille du Pont Milvius (Proelium), sur le côté sud : à l'extrême gauche, le Pont Milvius avec une personnification du Tibre, tandis que les soldats de Constantin passent entre la Virtus et la Victoire ; ils suivent le massacre et la noyade des prétoriens de Maxence par la cavalerie de Constantin. À droite, les archers maures visent les soldats dans le fleuve ; à l'extrême droite les trompettes de l'armée victorieuse appellent les troupes.

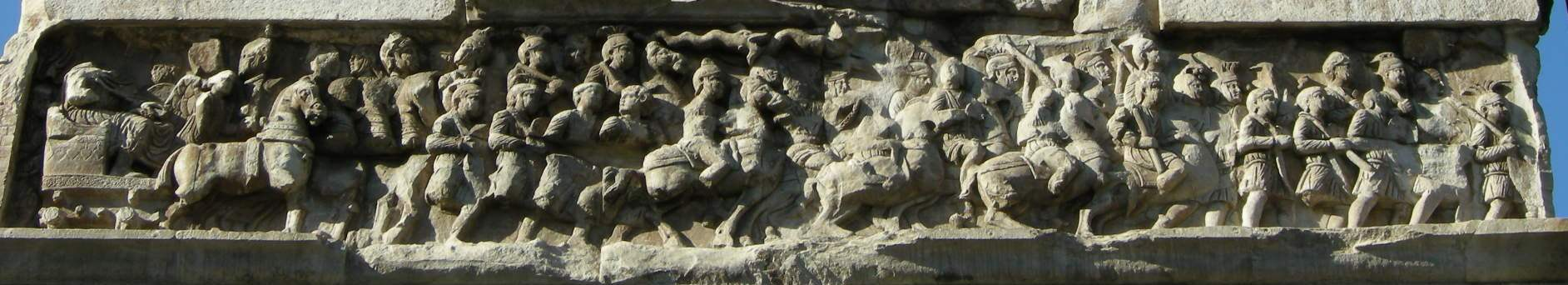
Frise constantinienne : "Ingressus"

- Arrivée à Rome (Ingressus), du côté oriental : la scène, qui fait pendant au départ du côté opposé de l'arc, montre l'entrée de l'empereur dans la ville (29 octobre 312) ; l'empereur sur le char est à gauche et avance vers la porte de la ville, précédé par les chevaliers avec des bonnets pannoniens, des fantassins avec des armes ou des insignes et par les cornicènes, c'est-à-dire les troupes palatines, les légionnaires, les soldats cornus et les archers maures.

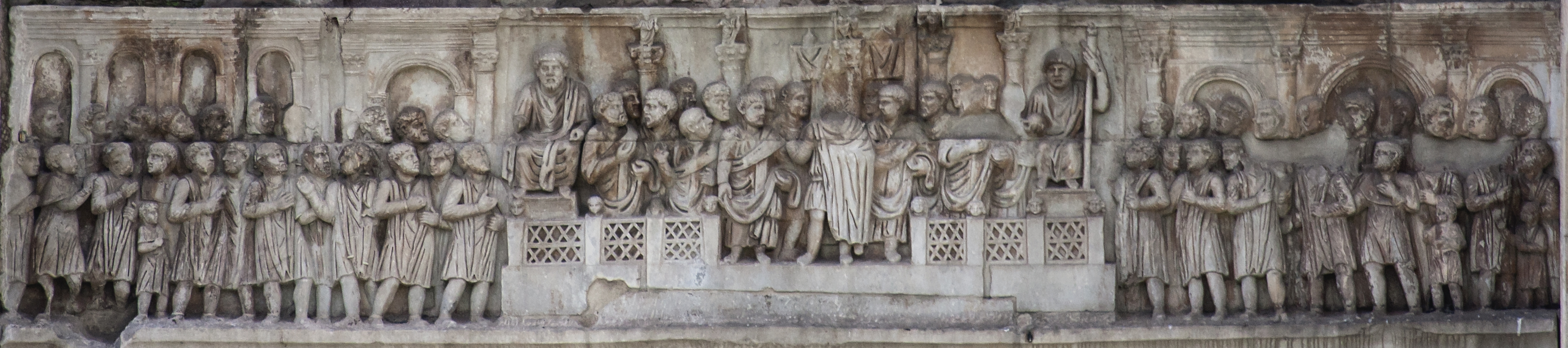
Frise constantinienne : "Oratio"

- Discours depuis les " rostres " du Forum romain (Oratio), côté nord : la scène se déroule dans le Forum romain et à l'arrière-plan sont probablement reconnaissables la basilique Julia, l'arc de Tibère, les Rostres avec la scène impériale, le monument de la Décennie des Tétrarques et l'arc de Septime Sévère ; l'empereur (mutilé dans la partie supérieure) est assis au centre, dans une position rigidement frontale et hiérarchiquement agrandie ; la foule et les côtés du forum sont composés en perspective inversée ; sur les côtés de la scène se trouvent les statues d'Hadrien, à droite, et de Marc Aurèle, à gauche.

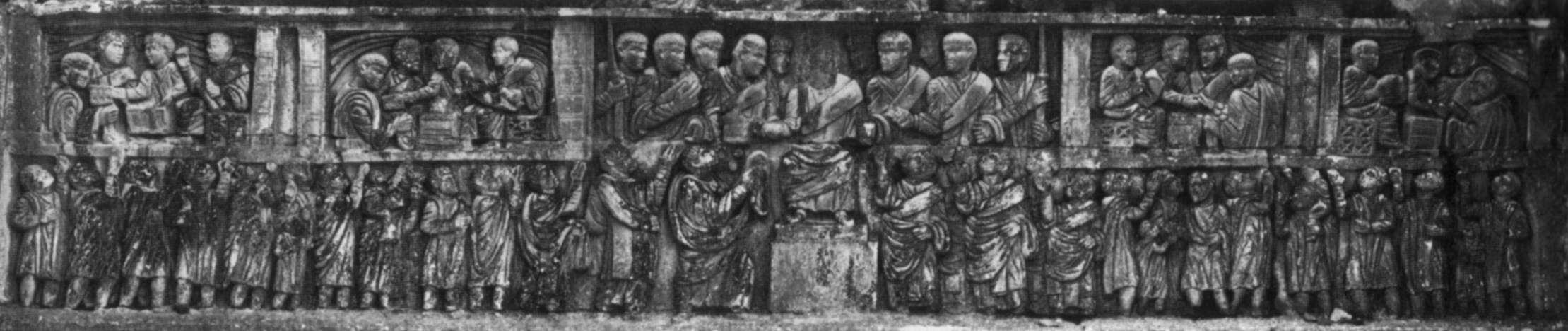
Frise constantinienne : "Liberalitas"

- Distribution d'argent au peuple (Congiarium ou Liberalitas), côté nord : l'épisode a eu lieu le 1er janvier 313 et, pour le représenter, cinq modules de proportions hiérarchiques ont été utilisés : 1) L'empereur, assis au centre sur le trône, dans une position frontale rigide, domine la scène. 2) les figures de l'entourage de la même loge, qui sont à leur tour plus grandes que 3) les fonctionnaires de la loge ; puis en 4) des figures en toga contabulata en bas près de l'empereur (suppliants ou prenant le don des mains de l'empereur avec les mains voilées) ; 5) dans la bande inférieure est représentée la masse anonyme des bénéficiaires, la main levée pour recevoir et représentés en perspective inversée qui fait tourner les figures qui devraient être sur le dos. Dans les loges surélevées avec aulae (peut-être le portique Minucia ou le Forum de César), nous voyons les fonctionnaires qui enregistrent les dons et qui prennent l'argent des coffres.

### Panneaux de Marc Aurèle
Dans l'attique, sur les côtés de l'inscription, sont murés huit reliefs rectangulaires (plus de 3 m de haut) qui représentent divers épisodes des exploits de l'empereur Marc Aurèle contre les Quades et les Marcomans (finalement vaincu en 175). Les têtes de l'empereur ont également été retravaillées dans ce cas, probablement comme des portraits de Constantin et de Licinius (aujourd'hui les têtes sont celles de la restauration du XVIIIe siècle et représentent Trajan, car à l'époque les reliefs avaient été attribués à cet empereur). Peut-être trois autres reliefs font-ils partie de la série, de taille similaire, mais certains avec des différences stylistiques, aujourd'hui exposés au Palazzo dei Conservatori. En tout cas, le même sujet des entreprises et la présence constante, derrière l'empereur, d'un personnage indiqué comme le gendre et, pendant une certaine période, successeur in pectore de Marc Aurèle, Tiberius Claudius Pompeianus, laisse penser que les reliefs ont une origine commune.

#### Façade sud
L'ordre actuel des reliefs sur l'arc est le suivant (basé sur la reconstitution des guerres marcomanes) :
Sur la façade sud, de gauche à droite :
- Rex datus (présentation d'un chef barbare soumis à l'empereur) :

Marc Aurèle, accompagné de Pompéien, présente au groupe de barbares le nouveau roi tributaire qui lui est soumis (Furtius ?) ; Pompéien est derrière lui et au fond on peut voir un bâtiment de camp et, derrière les barbares, des aquifères avec des étendards.
- Captivi (prisonniers conduits à l'empereur) :

Marc Aurèle et Pompéien, réunis devant un tribunal bas, en présence de soldats portant des bannières, condamnent un prince barbare (aux épais cheveux d'un noir de jais), poussé vers eux, les mains liées dans le dos ; un arbre est représenté à l'arrière-plan. Il est curieux que les soldats accompagnant les prisonniers semblent appartenir, d'après les symboles figurant sur leurs boucliers, à la legio I Adiutrix (stationnée à Brigetio à l'époque de Marc Aurèle) ou à la legio II Adiutrix (stationnée à Aquincum). Il s'agirait donc d'un chef des Quades (Ariogeso ?), qui se trouvaient juste devant la portion de limes danubien entre les deux forteresses légionnaires, à l'époque des guerres marcomanes.

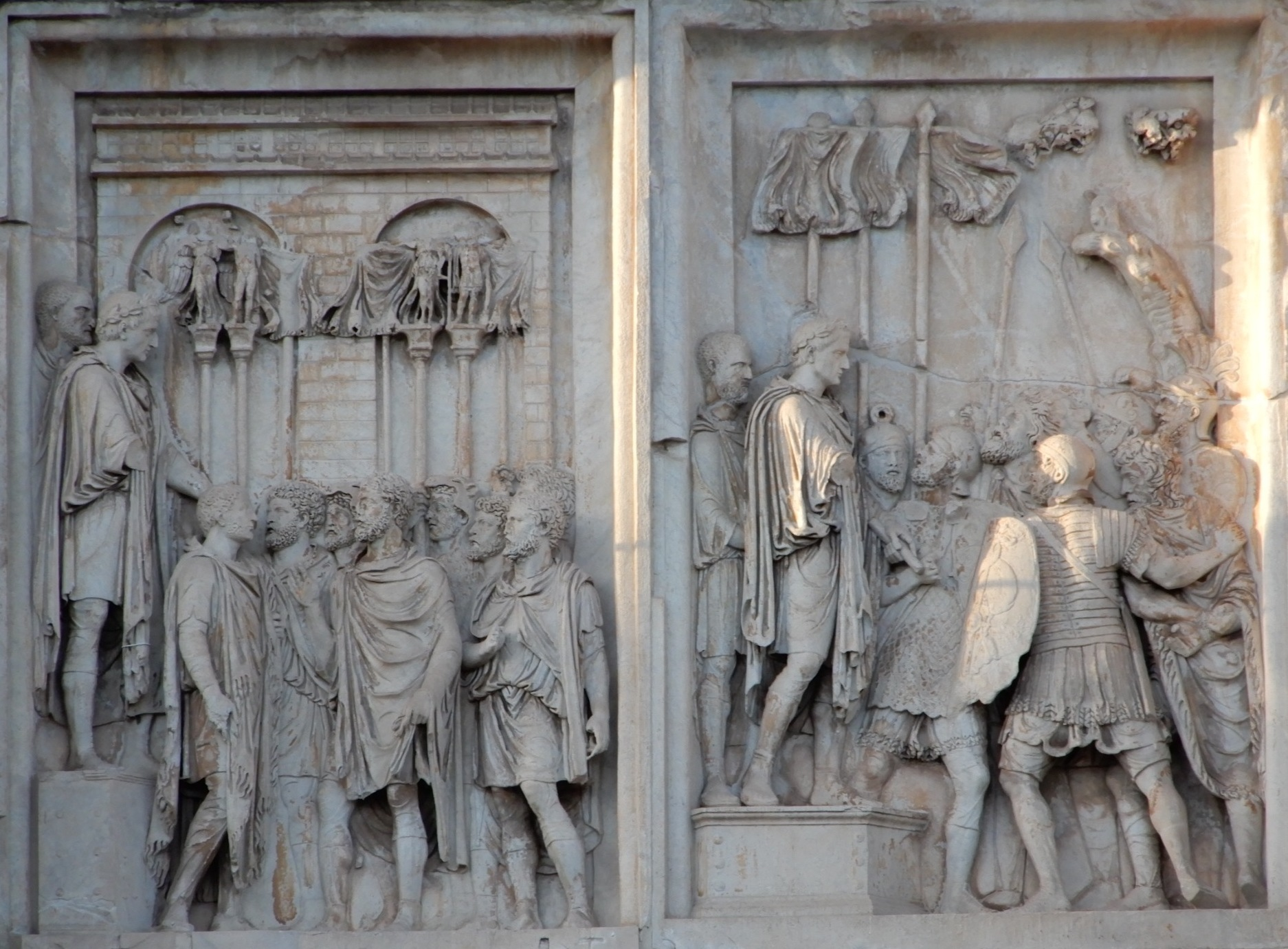
Façade sud : Rex datus, Captivi.

- Adlocutio (discours aux soldats) :

L'empereur parle aux soldats depuis la citadelle ; derrière lui se trouve Pompeianus.
- Lustratio (sacrifice sur le terrain) :

Marc Aurèle, revêtu de la toge sacrificielle, célèbre un suovetaurile sur un autel mobile, assisté d'un camille et entouré de soldats, de signifères et de tubicini ; derrière Marc Aurèle, entre deux aquilifères, on voit Pompéien.

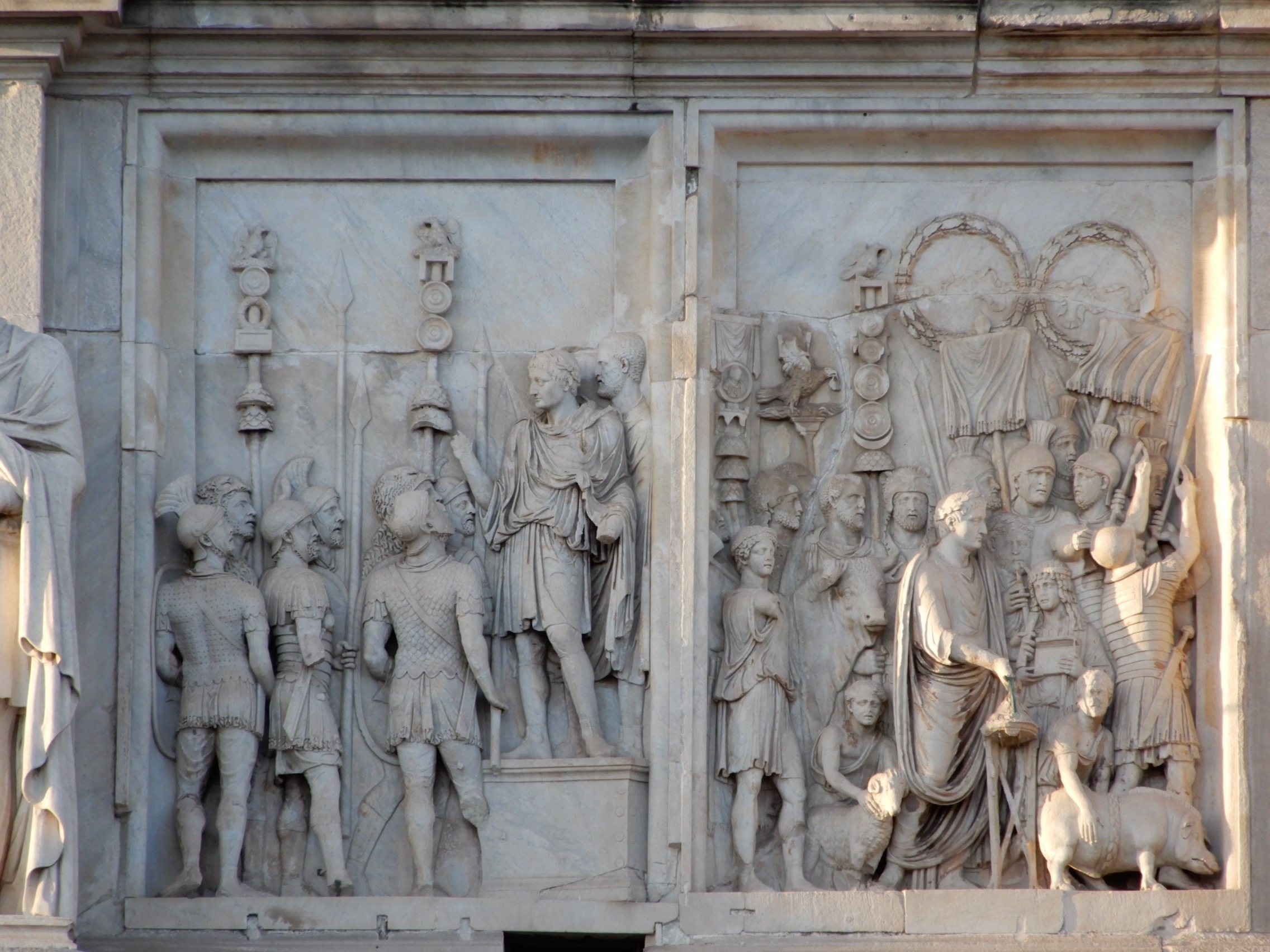
Façade sud : Adlocutio, Lustratio.

#### Façade nord
Sur la façade nord, toujours de gauche à droite :
- Adventus (arrivée de l'empereur à Rome) :

Marc Aurèle, au-dessus de la tête duquel flotte une Victoire avec une couronne, est flanqué de Mars et de Virtus, qui l'invitent dans la Porta Triumphalis ; à l'arrière-plan, on peut voir les divinités des temples proches de la porte (aujourd'hui la zone sacrée de Sant'Omobono) : la Mater Matuta et la Fortuna Redux, tandis que le temple à l'arrière-plan est celui de Fortuna, à gauche.
- Profectio (départ de Rome) : l'empereur est en habit de voyage et se trouve entre le Genius Senatus et le Genius Populi Romani (à gauche) et un groupe de soldats avec des bannières (à droite) ; en bas, la figure allongée est une personnification d'une route invitant l'empereur ; à l'arrière-plan on distingue la Porta Triumphalis ; au-delà du profil de la tête de Marc Aurèle (restaurée) on peut voir le visage de Pompéien.

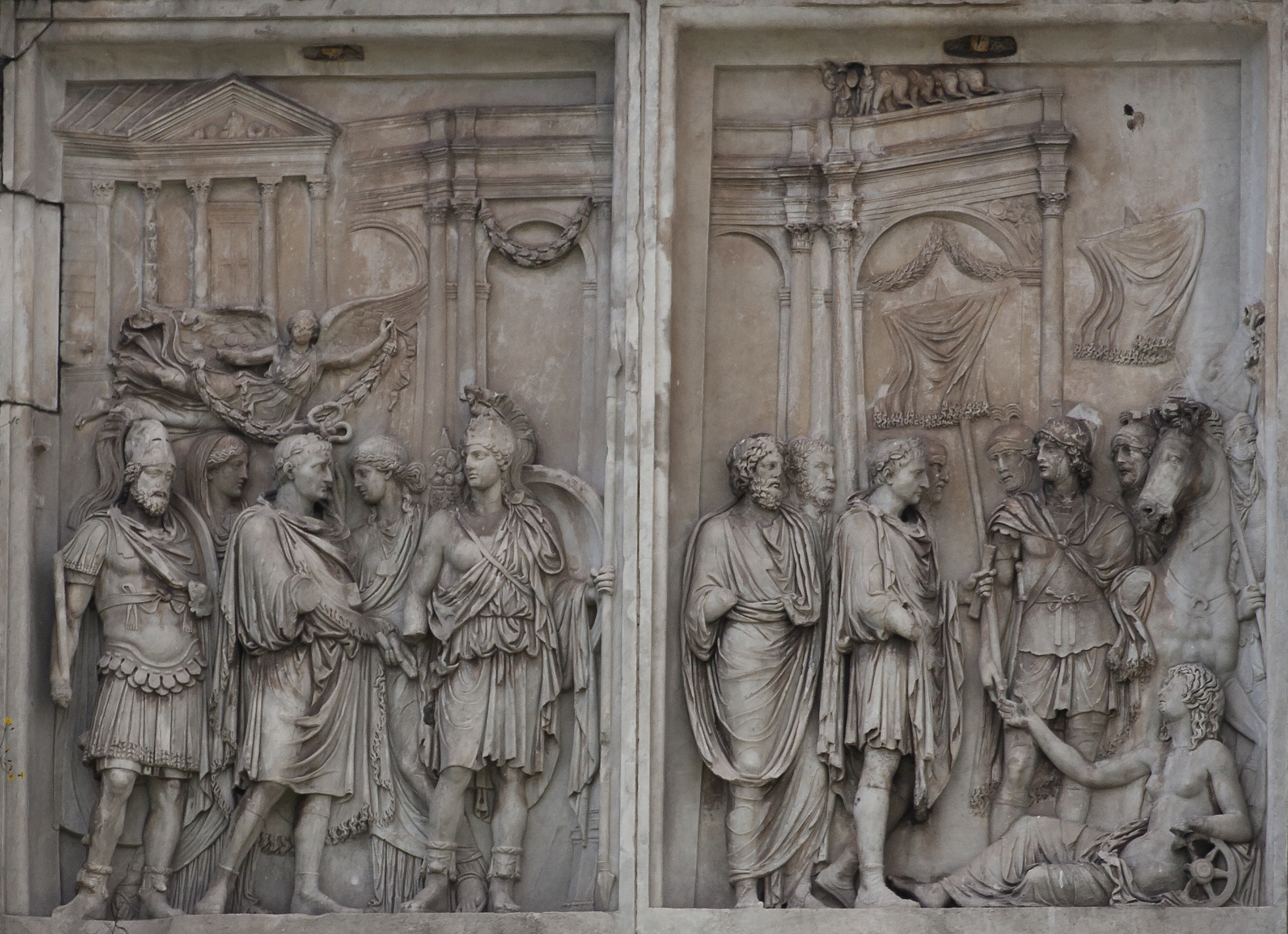
Façade nord : Adventus, Profectio.

- Liberalitas (distribution d'argent au peuple) : l'empereur en toge est assis sur la sella curulis, placée sur un podium très haut, sur lequel se trouvent également un serviteur qui distribue le matériel du congiarium (à gauche) et un togatus  physionomiquement bien caractérisé, peut-être le préfet de la ville Lucius Sergius Paulus ; derrière eux se trouvent deux personnages sur une marche (celui de droite est Pompeianus, l'autre peut-être Claude Sévère, également gendre de Marc Aurèle et consul) et une colonnade à l'arrière-plan, peut-être la basilique Ulpia ; au-dessous se trouvent les personnages du peuple, dont quelques enfants, parmi lesquels le personnage de dos regardant vers le haut et l'homme avec l'enfant assis sur ses épaules se distinguent par leur originalité compositionnelle.

- Submissio ou Clementia (soumission d'un chef barbare) : L'empereur, avec Pompéien derrière lui, se tient sur une haute tribune devant des soldats et des porte-aigles avec des signa, et avec un geste de clémence absout un prince barbare qui protège son jeune fils avec un bras sur son épaule.

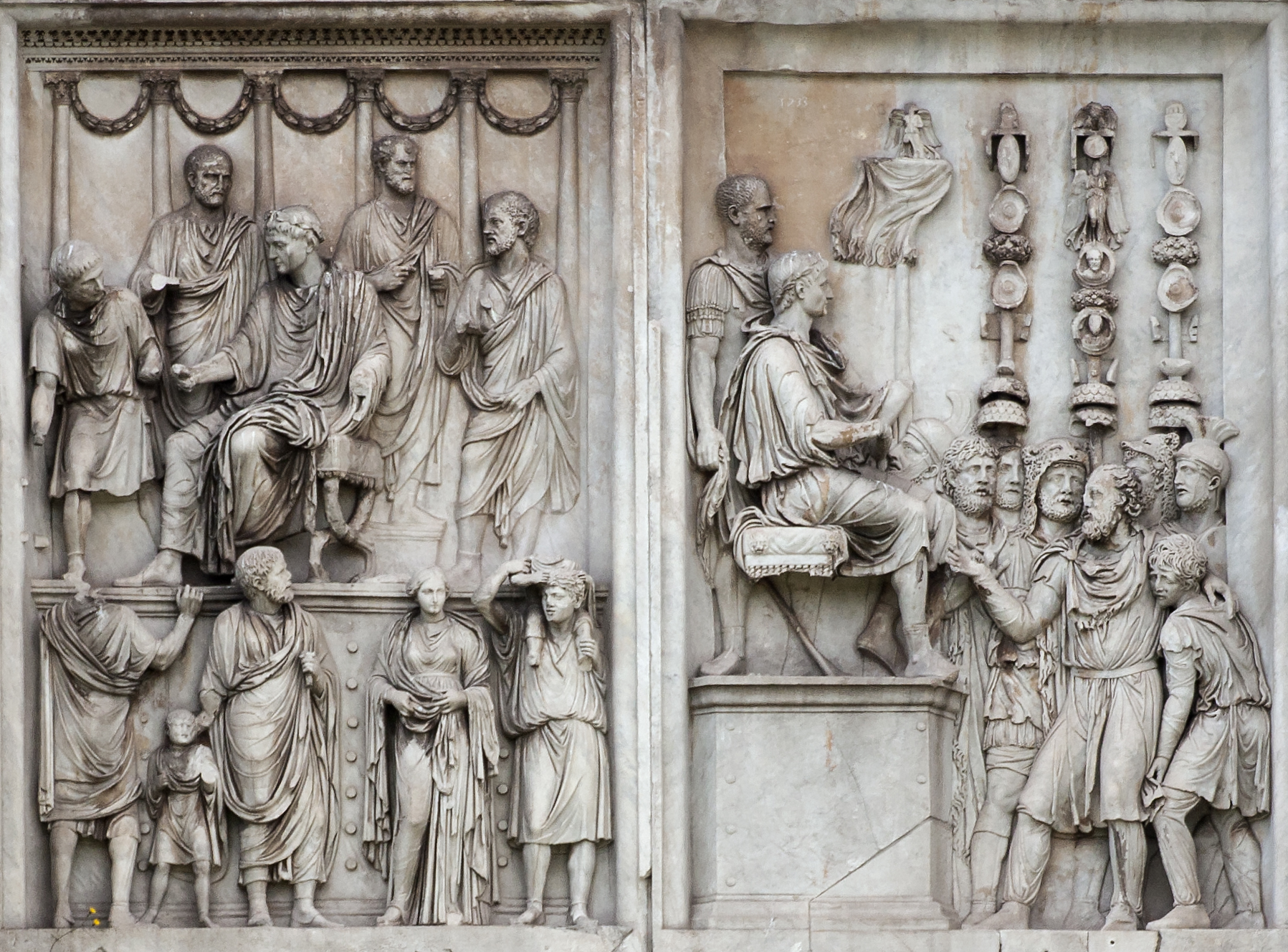
Façade nord, Liberalitas, Clementia.

#### Provenance des douze panneaux
Les douze reliefs originaux provenaient peut-être d'un arc de triomphe dédié à Marc Aurèle, aujourd'hui disparu. On a également pu les relier au complexe commémoratif érigé en l'honneur de l'empereur par son fils Commode sur le Champ de Mars, dont subsiste aujourd'hui la colonne Antonine et auquel appartenait peut-être aussi la célèbre statue équestre en bronze de Marc Aurèle, placée plus tard au centre de la place du Capitole par Paul III en 1538.
Les scènes sont de nature honorifique, non triomphale, puisque le Sénat n'a pas établi de triomphe pour l'empereur à son retour des campagnes de 171-172 ; de l'analyse des scènes traitées, les reliefs peuvent être datés de 173 et vont jusqu'à décrire des événements futurs, imaginés par les sénateurs, comme la scène de la Liberalitas, qui en fait n'a jamais eu lieu.
Les huit têtes de l'empereur Constantin sont des restaurations, réalisées en 1742 par le sculpteur Pietro Bracci .

### Reliefs latéraux dans les passages
Dans le passage central se trouve sur chaque paroi un des grands panneaux de la guerre de Trajan contre les Daces. Dans les passages latéraux étaient placés huit bustes (deux par mur) qui ont été endommagés au point de ne plus être identifiables.

## Inscription
L'inscription principale était à l'origine en lettres de bronze. Elle est encore lisible grâce aux caractères en creux et aux trous de fixation qui subsistent. Le texte, identique sur les deux faces, se lit :
IMP(eratori) CAES(ari) FL(avio) CONSTANTINO MAXIMO

P(io) F(elici) AVGUSTO S(enatus) P(opulus) Q(ue) R(omanus)

QVOD INSTINCTV DIVINITATIS MENTIS

MAGNITVDINE CVM EXERCITV SVO

TAM DE TYRANNO QVAM DE OMNI EIVS

FACTIONE VNO TEMPORE IVSTIS

REMPVBLICAM VLTVS EST ARMIS

ARCVM TRIVMPHIS INSIGNEM DICAVIT
Traduction : Au pieux et heureux empereur César Flavius Constantin le Grand, Auguste, parce que, sous l'inspiration de la divinité et par grandeur d'esprit, avec son armée et de justes armes, en un seul coup décisif, il a vengé l'État sur le tyran et toute sa faction, le Sénat et le peuple romain dédient cet arc en signe de son triomphe.

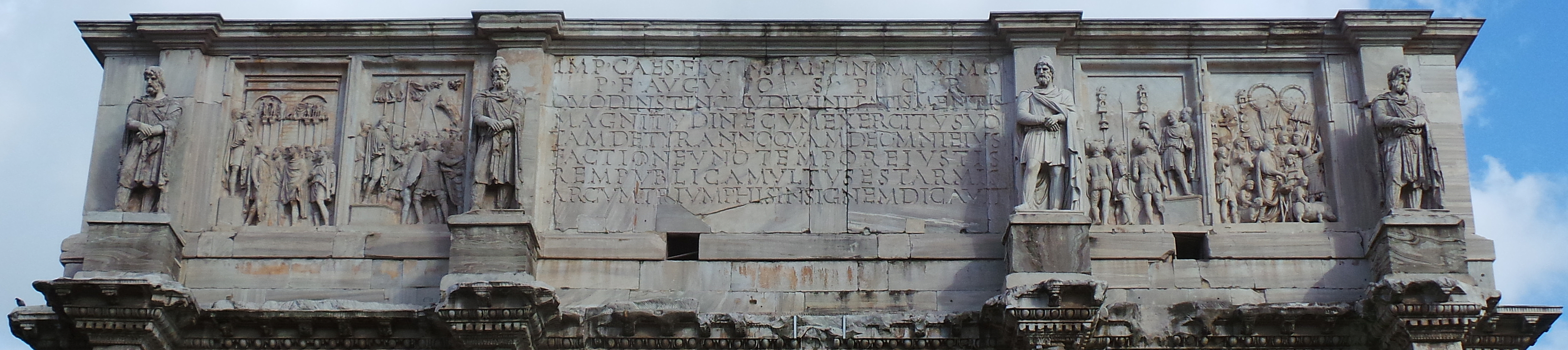
Attique sud et inscription.

Les mots instinctu divinitatis (« sous l'inspiration de la divinité ») ont fait l'objet de nombreux commentaires. On y voit en général le signe du changement d'affiliation religieuse de Constantin : la tradition chrétienne, notamment Lactance et Eusèbe de Césarée, rapporte que Constantin aurait eu une vision du dieu des chrétiens au cours de la campagne, et qu'il fut victorieux au pont Milvius grâce au signe de la croix qu'il avait fait inscrire sur les boucliers de son armée. Mais, bien que Constantin ait commencé à soutenir activement l'Église à partir de 312, le symbole du Dieu Soleil, Sol Invictus, continue de figurer en bonne place sur les documents officiels de son règne — notamment les monnaies — jusqu'en 324. La formulation assez vague de l'inscription sur l'arc, dans ce contexte, peut être volontairement interprétée de différentes façons, selon les lecteurs, et satisfaire ainsi à la fois les païens et les chrétiens, l'inscription ayant fait l'objet d'un compromis entre le Sénat composée d'une vieille aristocratie païenne et les nouvelles croyances de Constantin.
Comme il est de coutume, l'ennemi vaincu n'est pas mentionné nommément dans l'inscription, mais seulement par une référence indirecte au « tyran », selon une terminologie qui, avec l'image d'une « guerre juste », justifie l'assassinat d'un dirigeant illégitime et donc la guerre civile déclenchée par Constantin contre son collègue Maxence.
Le même message est répété en deux courtes inscriptions situées sur les parois intérieures du passage central : LIBERATORI VRBIS (libérateur de la cité) — FVNDATORI QVIETIS (fondateur de la paix). Constantin se présente ainsi en libérateur et non en conquérant. Il a délivré la Ville de l'occupation et rétabli la paix.
Au-dessus des baies secondaires, d'autres courtes inscriptions se lisent ainsi : VOTIS X — VOTIS XX — SIC X — SIC XX (« Vœux solennels pour le 10e anniversaire — pour le 20e anniversaire — de même que pour le 10e, de même pour le 20e anniversaire »). Elles permettent de dater l'arc de triomphe des decennalia de Constantin (dixième anniversaire de son règne, compté à partir de 306), qu'il célèbre à Rome lors de l'été 315. Il est naturel de supposer que l'arc a été inauguré durant ce séjour dans la Ville.

## Représentation
Canaletto, peintre vénitien de vedute le représente encore en ruine en 1742, et Camille Corot le montre de côté avec le Forum.

Dans la peinture
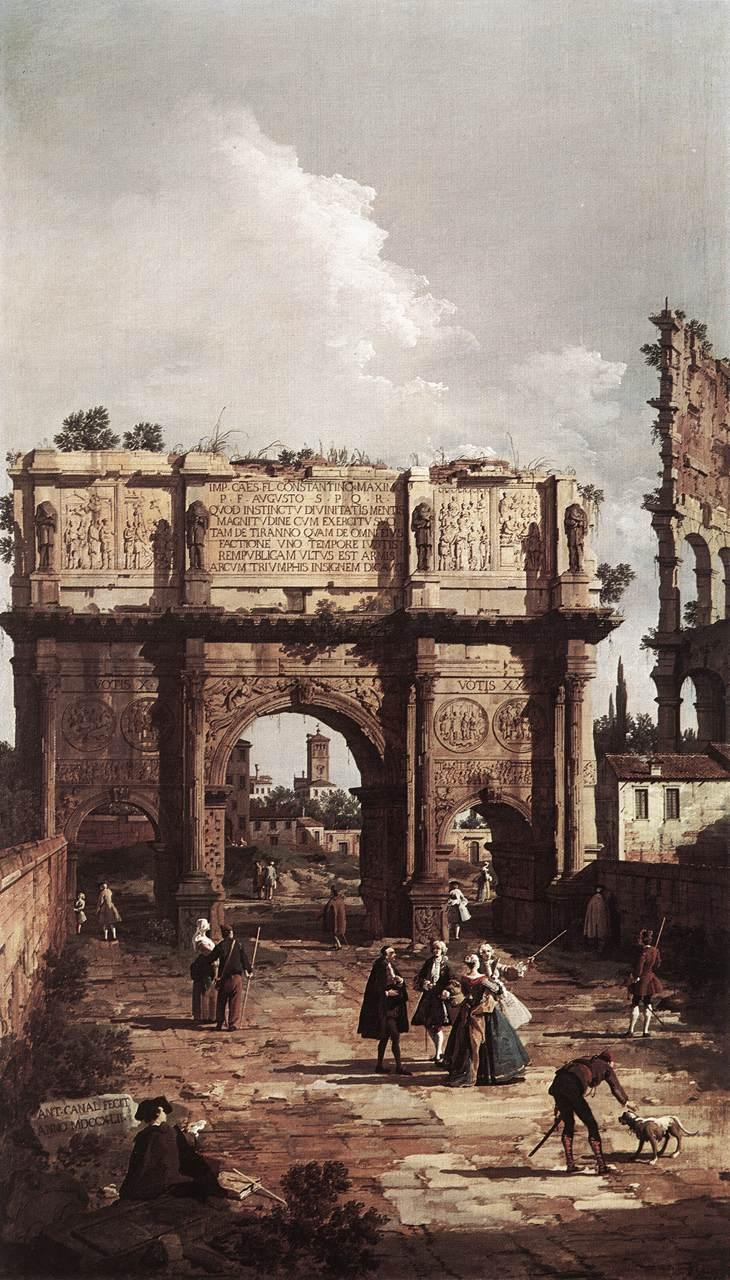
L'Arc de Constantin Canaletto, 1742 Royal Collection
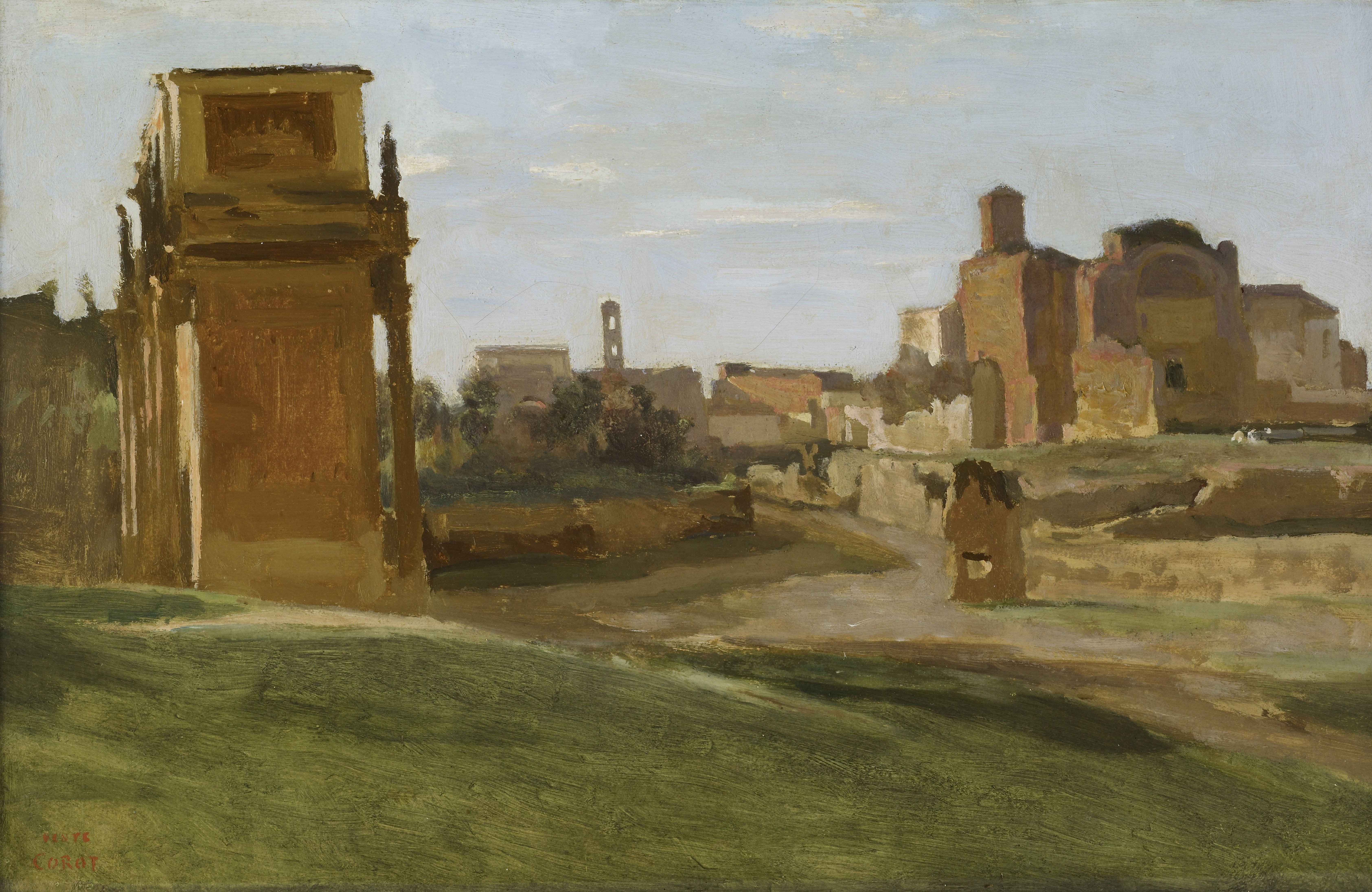
L'Arc de Constantin et le Forum, Rome Camille Corot, 1843 The Frick Collection, New York